# Mindanaopapegaaiamadine
De mindanaopapegaaiamadine (Erythrura coloria) is een vogel uit de familie van de prachtvinken die alleen voorkomt in de Filipijnen.

## Kenmerken
De mindanaopapegaaiamadine is grotendeels donkergroen van kleur. De voorzijde van de kop is donkerblauw, de oren, zijkanten van de nek en bovenkant van de staart rood. De vleugels zijn zwart met een groen randje. De puntige veren in het midden van de staart zijn donkerrood, terwijl de buitenste veren van de staart donkerroodbruin zijn. De snavel is zwart, de ogen bruin met zwart of blauw daaromheen.

## Verspreiding en leefgebied
Deze soort komt alleen voor op of vlak bij de grond in de bossen of bosranden van het eiland Mindanao boven de 1000 meter boven zeeniveau. De mindanaopapegaaiamadine leeft alleen of in groepjes.

## Voortplanting
De mindananopapegaaimadine paart in de maanden januari tot en met april. Over het nest en de eieren is niets bekend.